# Ehrhartoideae
Ehrhartoideae es una subfamilia de la familia de las gramíneas (Poaceae). Presentan espiguillas con glumas muy reducidas y el androceo con 6 estambres (raramente 1). Los números cromosómicos básicos de esta subfamilia son x=10 y x=15. Comprende de 105 a 120 especies, entre las que se incluyen a los miembros de las tribus Ehrharteae del Hemisferio Sur, así como al cosmopolita Oryzeae. El último es acuático o de tierras húmedas. El representante más conocido de la tribu Oryzeae es el arroz o arroz asiático Oryza sativa, uno de los cultivos más importantes del mundo. También se cultiva otra de las 22 especies de Oryza, O. glaberrima en el oeste de África. En Estados Unidos cobra importancia otra especie de la tribu, Zizania aquatica, el arroz silvestre norteamericano. Guo y Ge (2005) presentaron una filogenia de la tribu Oryzeae.

## Sinonimia
- Oryzaceae Burnett

## Taxonomía
Tiene las siguientes tribus y géneros:
- Tribu Ehrharteae
  - Ehrharta
  - Microlaena
  - Tetrarrhena
  - Zotovia

- Tribu Oryzeae
  - Chikusichloa
  - Hygroryza
  - Leersia
  - Luziola
  - Maltebrunia
  - Oryza
  - Porteresia
  - Potamophila
  - Prosphytochloa
  - Rhynchoryza
  - Zizania
  - Zizaniopsis

- Tribu Phyllorachideae
  - Humbertochloa
  - Phyllorachis

- Tribu Streptogyneae
  - Streptogyna